# بارثينيا (موسيقى)

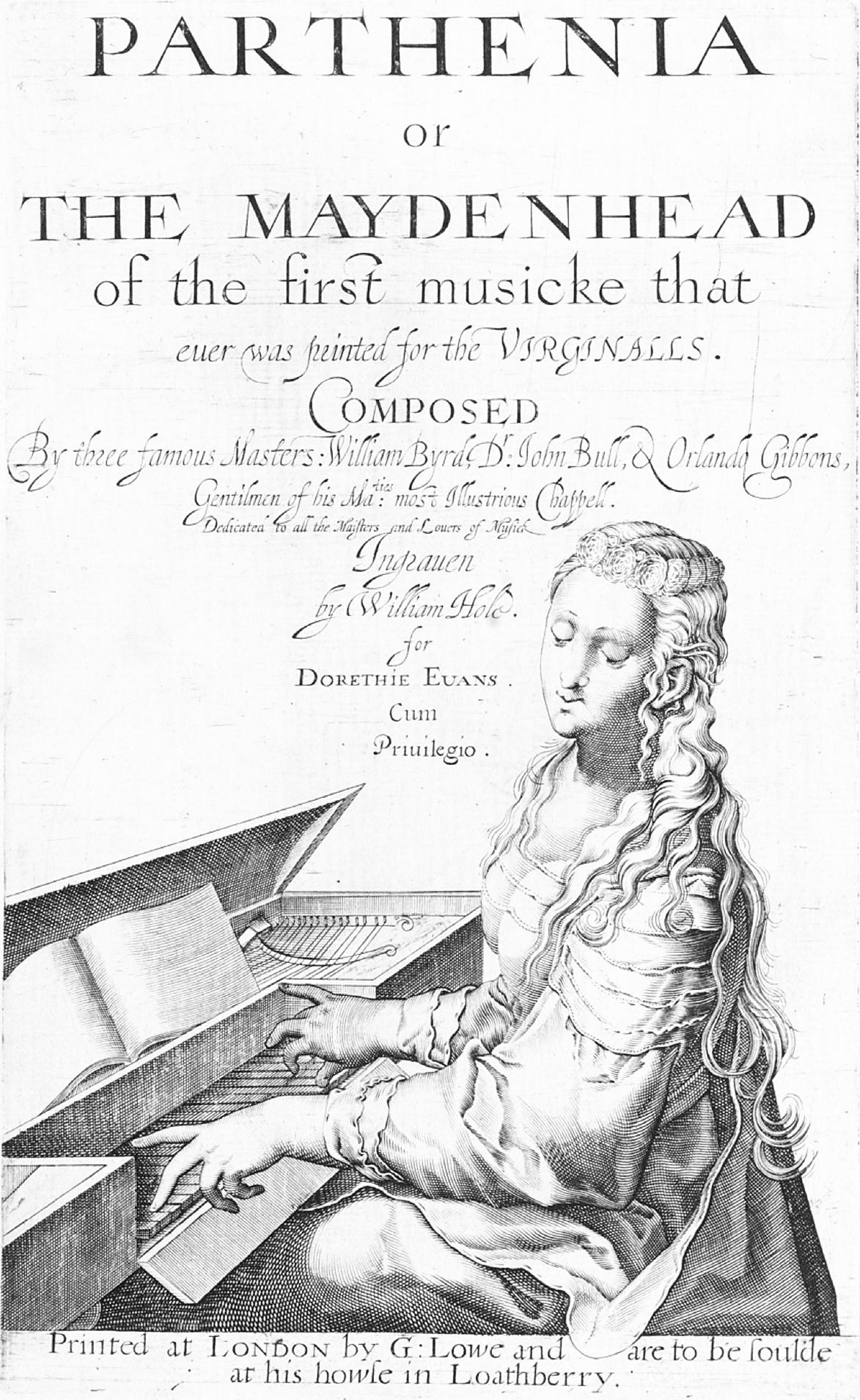
عنوان صفحة أول مجموعة لوحات مفاتيح نُشرت في إنجلترا

بارثينيا، هي أول قطعة موسيقية تمت طباعتها للفيرجيناليس، وهي لوحة مفاتيح لعائلة البيان القيثاري كانت شائعة في أوروبا خلال أواخر عصر النهضة وأوائل فترات الباروك. وهي أول مجموعة مطبوعة من الموسيقى للوحة المفاتيح في إنجلترا. كانت كلمة «فيرجينالس» عامة في ذلك الوقت تغطي جميع أدوات لوحة المفاتيح المقطوعة – الهاربسكورد والموسيقى والفرجينال، ولكن معظم القطع مناسبة أيضًا لكلافيكورد والأورغن الصغير. على الرغم من أن التاريخ غير مؤكد فمن المحتمل أنه نُشر في حوالي عام 1612م. وتُنسب القطع الـواحد والعشرون المتضمنة إلى ويليام بيرد وجون بول وأورلاندو جيبونز في ثلاثة أقسام.
يشتق عنوان القطعة الموسيقية بارثينيا من الكلمة اليونانية البارثينوس الذي تعني «البكر» أو «العذراء». الموسيقى مكتوبة من أجل الفيرجينالس التي لا يُعرف أصلها، ولكن قد تشير إما إلى الفتيات الصغيرات اللواتي غالبًا ما يعزفن بهذه الآلة أو من اللاتينية "فيرجا" (بالإنجليزية:virga) والتي تعني «العصا» أو «صولجان» وربما تشير إلى جزء من الآلية الأوتار الحبلية في عائلة الهاربسكورد. يشير مصطلح «العذراء» إلى الرحلة العذرية أو في هذه الحالة الطباعة الأولى لبارثينيا. يبدأ التفاني في الطبعة الأولى بعبارة: أيتها العذرء بارثينيا (إذا سمحتي لي) أن أقدم ما يصل إلى سموك العذري.

## النقش الموسيقي
طُبعت بارثينيا وتم بيعه لجي لو من لوثبيري، وهي منطقة في مدينة لندن يسكنها صانعو النحاس منذ العصور الوسطى وتم نقش الموسيقى على ألواح نحاسية بواسطة ويليام هول. كانت هذه هي المرة الأولى التي يتم فيها استخدام النقش للنوتة الموسيقية الإنجليزية، على الرغم من أن النقش الموسيقي طُبع في القارة منذ أواخر القرن السادس عشر.
أثبت استخدام النوع المتحرك أنه مرضٍ للموسيقى الصوتية على وجه الخصوص. ومع ذلك، لا يعمل النوع المتحرك بشكل جيد مع موسيقى لوحة المفاتيح؛ يقدم النقش نتائج أفضل محتملة. لأسباب غير واضحة، لم تستغل بارثينيا الاستفادة الكاملة من التكنولوجيا الحديثة، فيصعب قراءة الموسيقى نظرًا لأن النوتات الموسيقية لا يتم وضعها عموديًا بالنسبة لقيمها. ربما يعكس هذا عدم القدرة هول على قراءة القطعة الموسيقية، أو كما اقترح بعض المعلقين؛ تم نشر العمل كسجل وليس للأداء العملي.

## تاريخ
الطبعة الأولى المفترضة من بارثينيا غير مؤرخة. ومع ذلك فإن تفانيها يشير إلى أنه تم نشرها على الأرجح حوالي عام 1612م.
إلى فريدريك الأعظم والقدير ناخب نهر الراين بالاتين: وسيدته المخطوبة إليزابيث الابنة الوحيدة لسيدي الملك.
تم خطبة هذين الزوجين في ديسمبر 1612م وتزوجا في فبراير 1613م. غادر فريدريك وإليزابيث بعد ذلك إنجلترا، غيرت طباعة أخرى في عام 1613م على الفور التكريس لتُقرأ: مخصصة لجميع الوزراء ومحبي الموسيقى. تم إجراء آخر طباعة في عام 1659م.

## الرمزية الموسيقية
يشير التفاني إلى استخدام النغمات"E" و"F" في قطعة بارثينيا. في هذا السياق يشير الحرف"E" إلى الملكة إليزابيث ستيوارت و"F" إلى الناخب فريدريك الخامس.
يتضح ربط النغمتين في قطعة أورلاندو جيبونز عند حركة أمر الملكة حيث يبدأ القطعة بالنغمتين "E" و"F" ويستخدمهم لبدء الميزان المستقبلي أو لربط ميزانين معًا.

## محتويات
العديد من القطع عبارة عن رقصات كـ بافانا وجالياردو.
قائمة القطع:
| وليام بيرد | جون بول | أورلاندو جيبونز                                                                                              |
| --- | --- | --- |
| 1. مقدمة، BK1 2. بافانا السير ويليام بيتر، BK3a . غالياردو السير ويليام بيتر، BK3b 4. مقدمة، BK24 5. غالياردو مريس ماري براونلو، BK34 6. بافانا إيرل من سالزبوري، BK15a 7. جالياردو إيرل من سالزبوري، BK15b 8. جالياردو سيكوندو إيرل من سالزبوري، BK15c | 9. مقدمة 10. بافانا سانت توماس ويك 11. جالياردو سانت توماس ويك 12. بافانا 13. جالياردو 14. جالياردو 15. جالياردو | 16. جالياردو 17. فانتازيا مكونة من أربع قطع 18. اللورد سالزبوري بافين 19. جالياردو 20. قيادة كوينز 21. مقدمة |

## التتمة
تم نشر عمل مصاحب بعد ذلك بوقت قصير بعنوان بارثينيا أفيولات أو الموسيقى العذرية للفيرجيناليس وكمان الساق(الفيول). يحتوي العنوان على تلاعب بالكلمات التي تتضمن كلمة الفيول يقال إن هذا التتمة قد جمعها روبرت هول.